# Ernst von Hartmann
Mathias Andreas Ernst von Hartmann (* 4. März 1817 in Büren (Westfalen); † 31. März 1883 in Berlin) war ein preußischer General der Infanterie und Herr auf Akreschfronze.

## Leben

### Herkunft
Ernst von Hartmann war ein Sohn des Landrates des Kreises Büren Joseph von Hartmann (1780–1859) aus dem Adelsgeschlecht Hartmann und dessen Ehefrau Bernhardine von Hartmann, geborene von Hamm (1787–1867).

### Militärkarriere
Hartmann besuchte das Gymnasium in Brilon sowie das Kadettenhaus in Berlin. Anschließend wurde er am 12. August 1835 als Sekondeleutnant dem 13. Infanterie-Regiment der Preußischen Armee überwiesen. Nach einer einjährigen Kommandierung zur Garde-Artilleriebrigade absolvierte er die Allgemeine Kriegsschule. Daran schlossen sich Kommandierungen zur Topographischen Abteilung sowie zum Großen Generalstab an. Kurzzeitig diente Hartmann im Juni/Juli 1848 als Ordonnanzoffizier bei General von Pfuel. Unter Belassung in seinem Kommando beim Generalstab wurde er Mitte Dezember 1848 als Premierleutnant in das 34. Infanterie-Regiment (2. Reserve-Regiment) versetzt und nahm 1849 während des Krieges gegen Dänemark an den Gefechten bei Alminde und Veile teil. Von Dezember 1849 bis Ende November 1850 folgte seine Kommandierung zur Dienstleistung beim Militärgouvernement der Rheinprovinzen und Westfalen. In dieser Stellung avancierte er Ende Januar 1850 zum Hauptmann, war im Generalstab des VIII. Armee-Korps und wurde am 23. November 1850 in den Großen Generalstab versetzt. Mit der Ernennung zum Kompaniechef im 21. Infanterie-Regiment kehrte Hartmann am 31. Januar 1852 in den Truppendienst zurück. Zugleich fungierte er ab Dezember 1855 auch als Militärkommissar der Landkreise Mogilno, Gnesen und Inowrazlaw, um die Einschleppung der Rinderpest zu unterbinden. Für diese Tätigkeit erhielt er den Roten Adlerorden IV. Klasse. Als Major wurde er Kommandeur des III. Bataillons im 24. Landwehr-Regiment in Havelberg. Am 8. Mai 1860 kommandierte man Hartmann als Führer des Füsilier-Bataillons im 24. kombinierten Infanterie-Regiment, aus dem kurz darauf das 8. Brandenburgische Infanterie-Regiment Nr. 64 hervorging. Aus Anlass der Krönungsfeierlichkeiten von König Wilhelm I. wurde er am 18. Oktober 1861 zum Oberstleutnant befördert, am 15. Dezember 1863 zunächst mit der Führung des 7. Brandenburgischen Infanterie-Regiments Nr. 60 kommandiert und am 9. Januar 1864 zum Regimentskommandeur ernannt. Im folgenden Krieg gegen Dänemark konnte sich Hartmann bei der Erstürmung der Düppeler Schanzen besonders bewähren und wurde mit dem Orden Pour le Mérite ausgezeichnet. Im weiteren Kriegsverlauf war er am Übergang nach Alsen beteiligt. Neben dem Roten Adlerorden und dem Kronenorden III. Klasse mit Schwertern erhielt er von den Verbündeten den Orden der Eisernen Krone II. Klasse mit Kriegsdekoration sowie das Mecklenburgische Militärverdienstkreuz.
Im Krieg gegen Österreich führte Hartmann sein Regiment 1866 in der Schlacht bei Königgrätz. Unter Stellung à la suite wurde er am 5. März 1867 Kommandeur der 6. Infanterie-Brigade in Stettin. Mit Beginn des Krieges gegen Frankreich ernannte man Hartmann für die Dauer des mobilen Verhältnisses zum Kommandeur der 3. Division. Er nahm an der Schlacht bei Gravelotte, den Kämpfen bei Champigny-sur-Marne, der Belagerung von Paris sowie während des Feldzuges bei der Südarmee am Gefecht bei Salins teil. Nachdem er bereits beide Klassen des Eisernen Kreuzes erhalten hatte, wurde er auf Vorschlag seines Kommandierenden Generals Eduard von Fransecky mit dem Eichenlaub zum Orden Pour le Mèrite ausgezeichnet. Der württembergische König Karl würdigte Hartmann durch die Verleihung des Großkreuzes seines Militärverdienstordens.
Nach dem Frieden von Frankfurt wurde Hartmann für die weitere Dauer des Friedensverhältnisses als Divisionskommandeur bestätigt und am 18. August 1871 zum Generalleutnant befördert. Außerdem erhielt er aufgrund seiner Verdienste eine Dotation in Höhe von 40.000 Talern. Nach der anlässlich des Ordensfestes 1875 erfolgten Verleihung des Roten Adlerordens I. Klasse mit Eichenlaub und Schwertern am Ringe reichte Hartmann aus gesundheitlichen Gründen seinen Abschied ein. Auf Intervention des Kaisers und seines Kommandierenden Generals Hann von Weyhern zog er dieses jedoch zurück und verblieb im Dienst. Da verschiedene Kuren jedoch keine Besserung erbrachten, reichte er im Frühjahr 1877 erneut seinen Abschied ein. Unter Verleihung des Charakters als General der Infanterie wurde er daraufhin am 13. März 1877 mit der gesetzlichen Pension zur Disposition und gleichzeitig à la suite des 7. Brandenburgischen Infanterie-Regiments Nr. 60 gestellt.
Nach seinem Tod wurde er am 3. April 1883 auf dem Berliner Invalidenfriedhof beigesetzt.

### Familie
Hartmann blieb unverheiratet. Er hatte mit Klara Weinert jedoch die beiden unehelichen Söhne Robert Arthus Ernst und Max Alfred Karl, die am 28. Januar 1869 durch Erlass legitimiert wurden und die Befugnis erhielten, den Namen und das Wappen des Vaters zu führen.